# Toni Tones
Gbemi Anthonia Adefuye, conocida profesionalmente como Toni Tones, es una personalidad de los medios, actriz y fotógrafa nigeriana. 

## Biografía
Adefuye nació el 20 de julio. Modeló para Dakova, un amigo de la familia, cuando tenía catorce años.
Asistió a la Universidad de Lancaster en Reino Unido donde estudió marketing y economía y regresó a Nigeria en 2009. Su hermano había sido músico de la banda Oxygenella e inicialmente ella decidió ser fotógrafa del mundo del espectáculo. Su portafolio llamó la atención del reality show de D'banj, Koko Mans.n.
Aún en 2017, continuaba siendo fotógrafa pero pronto estuvo detrás y frente a las cámaras. Como actriz ha participado en la serie de televisión "Gidi-culture" y en varias películas incluida It's Her Day en 2016. También protagonizó la película King of Boys, estrenada el 21 de octubre de 2018. En los AMVCA 2020, ganó una nominación como Mejor Actriz de Reparto en una Película o Serie de televisión por 'King Of Boys'.
En 2020 formó parte del elenco de Quam's Money, secuela de la película New Money de 2018. La historia sigue lo que sucede cuando un guardia de seguridad (Quam) de repente se convierte en multimillonario. El nuevo elenco estuvo encabezado por Falz, Jemima Osunde, Blossom Chukwujekwu, Nse Ikpe-Etim y Tones.

## Filmografía

### Televisión
| Año  | Título                               | Rol          | Notas                     | Ref   |
| ---- | ------------------------------------ | ------------ | ------------------------- | ----- |
| 2014 | Deadline                             | Beverly      |                           |       |
| 2014 | Married to the Game                  | Fatai        |                           |       |
| 2016 | Rumour Has It                        |              | An NdaniTV web series     |       |
| 2018 | Forbidden                            |              |                           |       |
| 2018 | Room 420                             | Becky        |                           |       |
| 2020 | Assistant Madams                     | Ella misma   |                           |       |
| 2020 | Smart Money Woman                    | Lara         |                           | [ 8 ] |
| 2021 | Máscara                              | Claire       |                           |       |
| 2021 | King of Boys: The Return of the King | Eniola joven | Serie original de Netflix | [ 9 ] |

### Películas
| Año  | Título               | Rol          | Notas | Ref    |
| ---- | -------------------- | ------------ | ----- | ------ |
| 2015 | What Lies Untold     |              |       |        |
| 2016 | It's Her Day         | Stacy        |       |        |
| 2017 | Royal Hibiscus Hotel |              |       |        |
| 2017 | 5th Floor            |              |       |        |
| 2017 | Head over Heels      |              |       |        |
| 2018 | The Eve              | Ngozi        |       |        |
| 2018 | Lara and the Beat    | Trish        |       | [ 10 ] |
| 2018 | King of Boys         | Eniola joven |       | [ 5 ]  |
| 2019 | Your Excellency      | Stephanie    |       |        |
| 2020 | Quam's Money         |              |       | [ 7 ]  |

## Premios y nominaciones
| Año  | Premios                                  | Categoría                                                     | Nominado     | Resultado | Ref.  |
| ---- | ---------------------------------------- | ------------------------------------------------------------- | ------------ | --------- | ----- |
| 2020 | Premios de la Academia del Cine Africano | Mejor actriz de reparto en una película o serie de televisión | King of boys | Nominada  | [ 6 ] |